# Região neoártica

Região neoártica

Em biogeografia, denomina-se de neártico ou região neoártica à região biogeográfica que inclui a América do Norte, com ártico, com o significado de Norte, enquanto que a região neotropical compreende as Américas central (incluindo o México) e do Sul.
Estas designações seguem a antiga denominação de "Velho Mundo" para a Eurásia e a África, com o prefixo de "velho" (paleo em grego) - região paleártica ou paleoártica e região paleotropical e de "Novo Mundo" para as Américas, com o prefixo de "novo" (neo em grego) - região neoártica, sendo estes nomes aplicados às regiões biogeográficas.
Esta região é parte de uma região ainda maior, a do complexo Holoártico, cuja maior parte dos animais mamíferos, pertencentes à superordem Laurasiatheria, são descendentes dos da Laurásia, um antigo continente do norte do Planeta Terra que se formou após a divisão do supercontinente Pangeia entre uma metade norte (a mencionada Laurásia) e uma metade sul, a Gondwana. O mesmo se parece verificar em relação a muitas espécies de plantas.
O Reino Neoártico ou grande região Neoártica divide-se em outras regiões biogeográficas menores:
- Escudo Canadiano;
- América do Norte Oriental;
- América do Norte Ocidental;
- Norte do México e América do Norte Sudoeste;